# Stazione di Monaco di Baviera Heimeranplatz
Heimeranplatz è una stazione ferroviaria di interscambio tra i treni e la Metropolitana di Monaco di Baviera; sorge al confine di due quartieri di Monaco, Laim e Schwathalerhöhe. Oltre a permettere l'interscambio tra i treni e la U-Bahn, permette il trasbordo con i bus urbani.
La stazione della metropolitana le linee U4 e U5 è stata inaugurata il 10 marzo 1984 e sorge in un tunnel che si trova in direzione est-ovest; i binari della S-Bahn (per le linee S7, S20 e, sino al 2013, S27) si trovano invece al livello superiore, su un sovrappasso che si trova al di sopra di Garmischer Straße, nell'anello viario centrale di Monaco, il Mittlerer Ring. In direzione nord, i binari della S-Bahn si dividono: la S20 prosegue verso ovest per raggiungere Pasing, mentre S7 continua verso est per arrivare a Donnersbergerbrücke.

## Nome
La stazione prende il nome dalla vicina Heimeranplatz, che si trova a nord-est della stazione. La piazza, a sua volta, è intitolata a Heimeran von Straubing, carpentiere capo della cattedrale di Monaco. L'anello viario del Mittlerer Ring passa al di sotto di Heimeranplatz, in quello che è chiamato Tunnel Trappentreu (il primo tunnel su tale circonvallazione).